# 남중국해의 영토 분쟁

남중국해의 영유권 주장

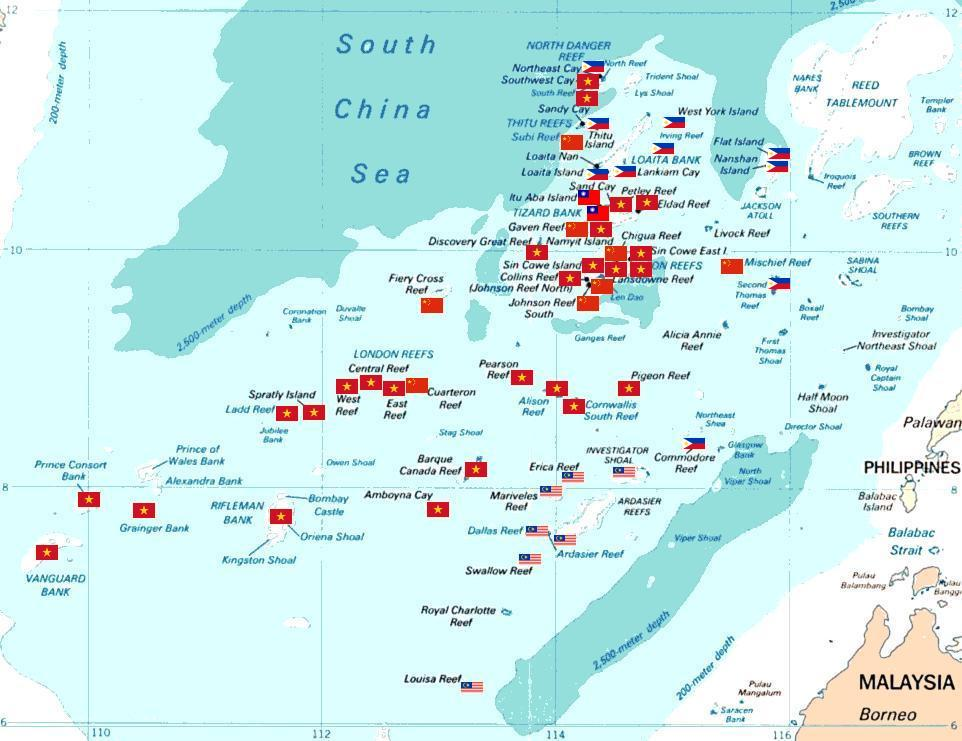
스프래틀리 군도를 점유하고 있는 국가 현황

남중국해의 영토 분쟁(南中國海 領土紛爭, 영어: territorial disputes in the South China Sea)은 스프래틀리 군도, 파라셀 제도, 프라타스섬을 비롯한 남중국해의 주요섬들에 대한 영토 분쟁을 지칭한다. 이 지역에 직접 영유권 분쟁을 벌이지 않고 있는 국가들은 항행의 자유를 보장할 것을 요구하고 있다.
각 나라들의 관심사는 스프래틀리 군도와 파라셀 제도의 어업권에 관한 것이다. 또한, 남중국해에는 천연가스나 석유가 매장되어 있을 가능성이 높기 때문에, 자원 분쟁의 성격도 띄고 있다. 또한, 중국은 이 지역에 대한 영유권을 주장하면서, 동남아시아에 전략적 기지를 건설하고, 항로를 확보하고자 한다.

## 배경
남중국해는 석유와 천연가스가 풍부하게 매장되어 있을 것이라고 추정된다.

### 2016년 중재 결정
필리핀이 중국을 제소한 사건에 대해 2016년 7월 12일 상설중재재판소는 대만이 실효지배중인 이투아바섬을 포함한 9개 섬이 암초나 간조노출지라고 판결했다. 가장 큰 섬도 암초이므로, 스프래틀리 군도의 모든 섬과 스카버러 암초는 영해와 EEZ의 기준이 되지 못함을 뜻한다. 또 중화인민공화국의 인공섬 건설은 불법이라고 규정했다. 중국이 역사적으로 남중국해 수역에서 조업해온 사실은 인정했으나, 다른나라의 어민들도 마찬가지로 해당 수역에서 역사적으로 조업을 해왔다고 결정했다. 이에 따라 구단선을 비롯한 중국의 영유권 주장이 무력화되었다.

## 같이 보기
- 구단선
- 스프래틀리 군도 분쟁
- 남중국해의 영토 분쟁 연표